# Anolis longiceps
Espèce
Statut de conservation UICN

 VU D2 : Vulnérable
Anolis longiceps est une espèce de sauriens de la famille des Dactyloidae.

## Répartition
Cette espèce est endémique de l'île de la Navasse aux Antilles.

## Publication originale
- Schmidt, 1919 : Descriptions of new Amphibians and Reptiles from Santo Domingo and Navassa. New York Bulletin of the American Museum, vol. 41, p. 519-525 (texte intégral).